# Eudorylas falcatus
Eudorylas falcatus är en tvåvingeart som först beskrevs av Hardy 1949.  Eudorylas falcatus ingår i släktet Eudorylas och familjen ögonflugor. Inga underarter finns listade i Catalogue of Life.